# ポート・アーサー (タスマニア州)
ポート・アーサー（Port Arthur）は、オーストラリア・タスマニア州のタスマン半島に位置する小さな町。かつては、国内最大の流刑植民地があり、2010年、UNESCOの世界遺産に、「オーストラリアの囚人遺跡群」の1つとして登録された。

## 地理

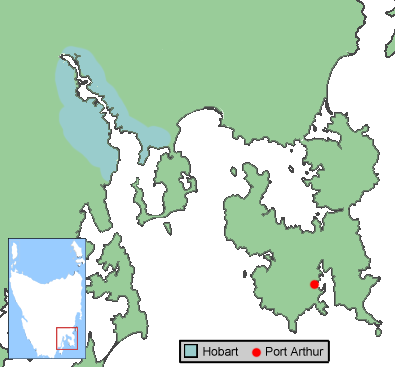
水色がホバート、赤色がポート・アーサー

ポート・アーサーは、タスマニア州の州都ホバートから南東に約60kmの所に位置する。ホバートからでは、陸路タスマン・ハイウェイでゾレルを経由し、ゾレルからアーサー・ハイウェイ（en）を利用することで到達することができる。道程は、約96km（60マイル）である。
ホバートからポート・アーサーへは、バスやフェリーで行くことが可能であり、また、複数の旅行会社がホバートからの日帰りツアーを催行している。

## 歴史

### 脱出不可能の流刑植民地
ポート・アーサーの名前は、ヴァン・ディーメンズ・ランド副総督であったジョージ・アーサー（1784年-1854年）にちなむ。
タスマニア島へのヨーロッパ人の入植は、1803年に始まった。ヨーロッパ人とアボリジニの衝突は入植開始から継続した。白人とアボリジニの衝突は、アボリジニの殲滅の方向へと進んでいった。1818年時点でのタスマニア島の人口は、アボリジニ側が推定4,000人から2,000人に半減する一方で、白人の人口は、約3,000人に膨れ上がっていた。さらに、ナポレオン戦争以降、イギリス本国の好調な羊毛需要に支えられ、タスマニア島では牧羊業が発展した。1830年には、白人人口は23,500人、羊は100万頭に達した。そういった中で、1826年、アーサー副総督は、アボリジニを武力で追い払う権利を白人に与え、必要ならば軍隊の支援も提供すると宣言した。1830年10月には、「ブラック・ライン」と呼ばれる人間の鎖をタスマニア島に展開し、アボリジニは、最終的にタスマン半島に追い立て、捕獲する作戦を展開した。
こうして、ポート・アーサーは、1830年に、木場として、開拓が始まった。しかし、3年後の1833年には、流刑植民地の建設が始まった。カーナヴォン湾のほとりに、少年刑務所が建設したことをその嚆矢とする。1833年から1853年の間、ポート・アーサーは、イギリス人及びアイルランド人の犯罪者にとって、もっとも過酷な目的地となった。加えて、ポート・アーサーは、イギリスが設けた流刑植民地の中で、もっとも厳格なセキュリティ体制を強いていた。具体的には、タスマン半島の地形を利用した脱走監視システムである。タスマン半島は、地峡であるイーグルホーク・ネック経由を除き、陸路でタスマニア本島へ移動する手段がないため、そこに哨戒灯と哨戒犬を置いた。
1840年代には、タスマン半島全域に保護観察システムが整備され、タスマン半島は、複数の産業施設が整備されるようになった。インフラ面からは、「囚人の鉄道」と呼ばれる鉄道がノーフォーク湾とロング湾の間で、1836年に完成した。タスマン半島北西部のソルトウォーター・リヴァーの炭鉱（「オーストラリアの囚人遺跡群」を構成する世界遺産に登録されている）とイーグルホーク・ネックも道路で結ばれた。
脱出不可能の刑務所であったが、その中でも脱走を試みた囚人がいたことは確かである。マーティン・キャッシュ（en）は、他の2人とともにポート・アーサーから脱走した人物として、歴史に残る。
しかしながら、1840年代半ばになると流刑の処分を受けた囚人の数が減少した。そのため、1849年には少年院は廃止された。1877年には、ポート・アーサーの囚人施設も廃止されることとなった。
ポート・アーサーの刑務所は、ジェレミ・ベンサムの理論と彼の考えに基づくパノプティコン型の刑務所であった。ポート・アーサーの刑務所の建設は1853年に、一応の完成を見るが、1855年、拡張工事が実施された。刑務所のレイアウトはシステマティックにできていた。

### 観光都市としての転換
1877年に、ポート・アーサーの刑務所が閉鎖される以前から、ポート・アーサーを観光の拠点としての可能性があると考えた人物がいた。1842年に、ポート・アーサーを訪れたデーヴィッド・バーン（David Burn）は、タスマン半島の美しさを評価し、多くの人々が訪れる場所であると確信していた。とはいえ、バーンの意見が必ずしも、大多数に受け入れられたわけではない。一例として、1872年に、アンソニー・トロロープ（Anthony Trollope）は、「誰も廃墟を見たがるはずが無い」と述べている。
刑務所が閉鎖されて以降、ポート・アーサーの施設群はオークションに賭けられることとなったが、1889年まで売却されることは無かった。このときまでに、ポート・アーサー一帯の施設は、少しずつ、廃墟と化していった。1895年と1897年の失火は、ポート・アーサーの施設の破壊に拍車をかけた。しかし、1880年には、ポート・アーサーの施設は、観光施設として生まれ変わったのも事実である。かつての看守の住居は、カーナヴォン・ホテルに生まれ変わったし、1892年には、観光客のための港も整備された。1912年の観光客は、5,000人と推定された（21世紀の現在では、年間に28万人が訪れる）。
また、ポート・アーサー刑務所の閉鎖後、タスマン半島の土地は、細分化して払い下げされ、農場や果樹園となった。タスマン半島の基幹産業が囚人を中心としたものから、農業へと転換していった。また、20世紀初頭までには、ポート・アーサーも含めて、半島には8つの学校が設立された。
1987年、ポート・アーサー歴史史跡管理局（Port Arthur Historic Site Management Authority）が設立された。タスマニア州政府の財政支援と史跡を訪れる観光客の入場料によって運営される。そして、2010年7月31日、UNESCOの世界遺産に「オーストラリアの囚人遺跡群」の一つとして、登録された。
ポート・アーサーは、オーストラリア史に残る犯罪の舞台となった。1996年、ポートアーサー事件が発生した。その後、オーストラリアでは、銃規制が強化されることとなった。